# Loubeyrat
Loubeyrat est une commune française du canton de Saint-Georges-de-Mons, située dans le département du Puy-de-Dôme, en région Auvergne-Rhône-Alpes. Située tout à l'Est des Combrailles, la commune fait partie de l'aire d'attraction de Clermont-Ferrand.
Les habitants de Loubeyrat sont appelés les Boueyratoux ou Boiratoux.

## Géographie
Située au bord de la faille de la Limagne, dans les Combrailles, Loubeyrat domine la plaine, s'étageant entre 440 m et 869 m d'altitude. La commune est traversée par trois ruisseaux. Son sous-sol est granitique et accueille sur son sol le petit volcan du puy de Rochenoire, source de la Morge.
Riom se trouvant à 12 km et Clermont-Ferrand à 30 km, cette commune à l'origine agricole devient de plus en plus résidentielle. La commune se trouve aussi à 90 km de Moulins et à 50 km de Vichy dans l'Allier ; elle est à 400 km de Paris.
L'autoroute A89 passe au nord de la commune.

### Climat
Pour des articles plus généraux, voir Climat d'Auvergne-Rhône-Alpes et Climat du Puy-de-Dôme.
En 2010, le climat de la commune est de type climat des marges montagnardes, selon une étude du Centre national de la recherche scientifique s'appuyant sur une série de données couvrant la période 1971-2000. En 2020, Météo-France publie une typologie des climats de la France métropolitaine dans laquelle la commune est exposée à un climat de montagne ou de marges de montagne et est dans une zone de transition entre les régions climatiques « Ouest et nord-ouest du Massif Central » et « Nord-est du Massif Central ».
Pour la période 1971-2000, la température annuelle moyenne est de 9,2 °C, avec une amplitude thermique annuelle de 15,3 °C. Le cumul annuel moyen de précipitations est de 901 mm, avec 10,6 jours de précipitations en janvier et 7,9 jours en juillet. Pour la période 1991-2020, la température moyenne annuelle observée sur la station météorologique de Météo-France la plus proche, « Sayat_sapc », sur la commune de Sayat à 13 km à vol d'oiseau, est de 11,2 °C et le cumul annuel moyen de précipitations est de 776,1 mm,. Pour l'avenir, les paramètres climatiques de la commune estimés pour 2050 selon différents scénarios d'émission de gaz à effet de serre sont consultables sur un site dédié publié par Météo-France en novembre 2022.

## Urbanisme

### Typologie
Au 1er janvier 2024, Loubeyrat est catégorisée commune rurale à habitat dispersé, selon la nouvelle grille communale de densité à sept niveaux définie par l'Insee en 2022.
Elle est située hors unité urbaine. Par ailleurs la commune fait partie de l'aire d'attraction de Clermont-Ferrand, dont elle est une commune de la couronne,. Cette aire, qui regroupe 209 communes, est catégorisée dans les aires de 200 000 à moins de 700 000 habitants,.

### Occupation des sols
L'occupation des sols de la commune, telle qu'elle ressort de la base de données européenne d’occupation biophysique des sols Corine Land Cover (CLC), est marquée par l'importance des territoires agricoles (76,2 % en 2018), en diminution par rapport à 1990 (77,7 %). La répartition détaillée en 2018 est la suivante : prairies (38,2 %), zones agricoles hétérogènes (38 %), forêts (22 %), zones urbanisées (1,2 %), zones industrielles ou commerciales et réseaux de communication (0,6 %). L'évolution de l’occupation des sols de la commune et de ses infrastructures peut être observée sur les différentes représentations cartographiques du territoire : la carte de Cassini (XVIIIe siècle), la carte d'état-major (1820-1866) et les cartes ou photos aériennes de l'IGN pour la période actuelle (1950 à aujourd'hui).

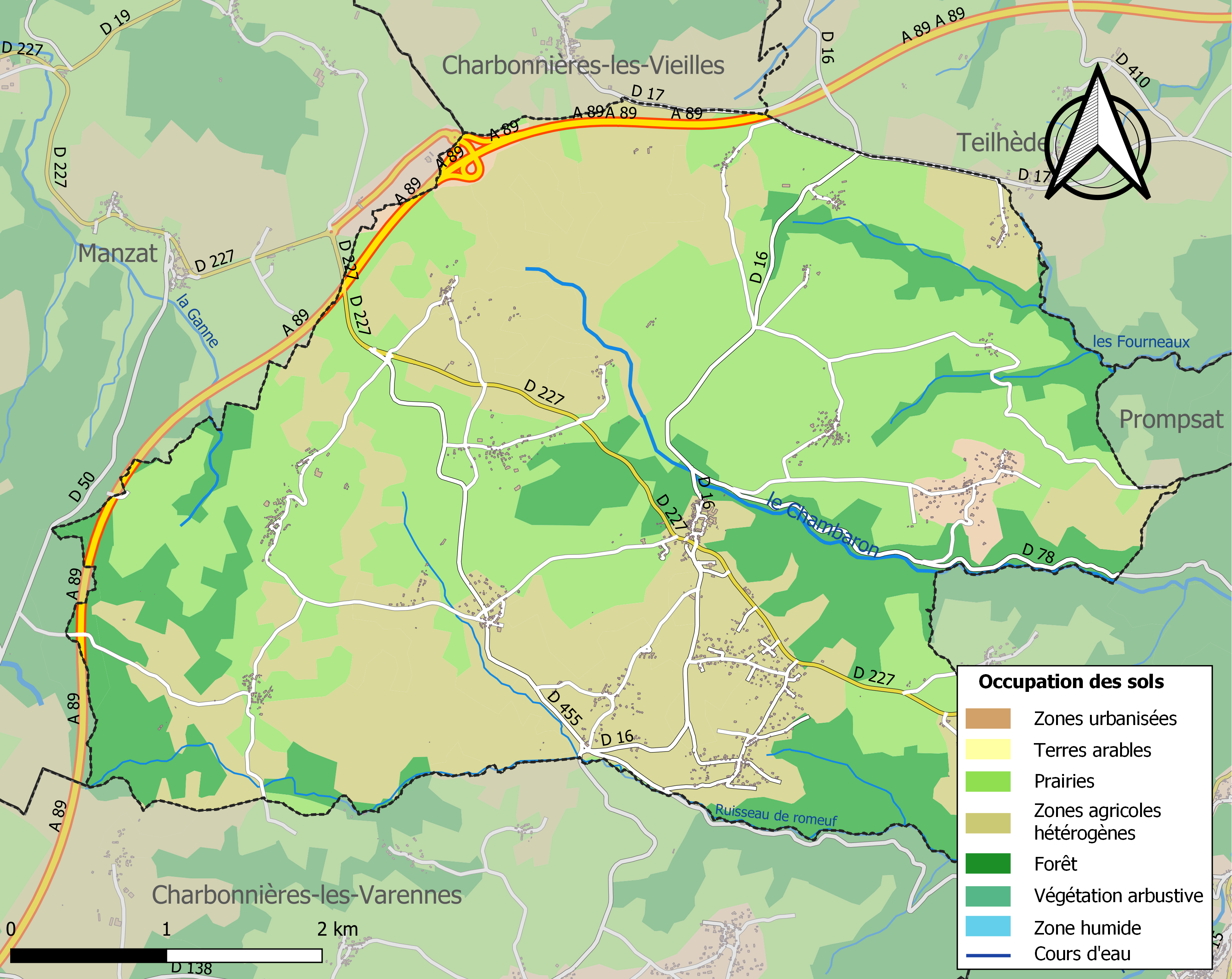
Carte des infrastructures et de l'occupation des sols de la commune en 2018 (CLC).

## Toponymie
Le nom du village provient du latin luparius qui donnera loubèira en auvergnat, où il désigne un endroit peuplé de loups ou, plus précisément, une tanière de loup.

## Histoire
- XIIe siècle : construction de l'église romane ;
- 1791 : Le curé Eydieu refuse de prêter serment à la constitution civile du clergé ;
- 1872 : Le curé Gouilloux entreprend, sous l'impulsion du maire de l'époque, la construction d'une nouvelle église (« Cathédrale des montagnes ») inscrite sur la liste des monuments historiques en 2000 ;
- 1940 : Le château de Chazeron sert de prison, pendant le procès de Riom. Y sont détenus : Léon Blum, Édouard Daladier et le général Gamelin.

## Politique et administration

### Découpage territorial
La commune de Loubeyrat est membre de la communauté de communes Combrailles Sioule et Morge, un établissement public de coopération intercommunale (EPCI) à fiscalité propre créé le 1er janvier 2017 dont le siège est à Manzat. Ce dernier est par ailleurs membre d'autres groupements intercommunaux. Elle faisait partie jusqu'en 2016 de la communauté de communes Manzat communauté.
Sur le plan administratif, elle est rattachée à l'arrondissement de Riom, à la circonscription administrative de l'État du Puy-de-Dôme et à la région Auvergne-Rhône-Alpes. Jusqu'en mars 2015, elle faisait partie du canton de Manzat.
Sur le plan électoral, elle dépend du canton de Saint-Georges-de-Mons pour l'élection des conseillers départementaux, depuis le redécoupage cantonal de 2014 entré en vigueur en 2015, et de la deuxième circonscription du Puy-de-Dôme pour les élections législatives, depuis le dernier découpage électoral de 2010 (sixième circonscription avant 2010).

### Élections municipales et communautaires

#### Élections de 2020
Le conseil municipal de Loubeyrat, commune de plus de 1 000 habitants, est élu au scrutin proportionnel de liste à deux tours (sans aucune modification possible de la liste), pour un mandat de six ans renouvelable. Compte tenu de la population communale, le nombre de sièges à pourvoir lors des élections municipales de 2020 est de 15. Les quinze conseillers municipaux sont élus au premier tour, le 15 mars 2020, avec un taux de participation de 59,24 %, se répartissant en : douze sièges issus de la liste de Sébastien Blanc et trois sièges issus de la liste de Christian Portefaix.
Les trois sièges attribués à la commune au sein du conseil communautaire de la communauté de communes Combrailles Sioule et Morge se répartissent en : deux sièges issus de la liste de Sébastien Blanc et un siège issu de la liste de Christian Portefaix.

#### Chronologie des maires
| Période                                  | Période                   | Identité            | Étiquette | Qualité                                                                          |
| ---------------------------------------- | ------------------------- | ------------------- | --------- | -------------------------------------------------------------------------------- |
| Les données manquantes sont à compléter. |                           |                     |           |                                                                                  |
| 196?                                     | 196?                      | Lucien Chapput      |           | Agriculteur                                                                      |
|                                          |                           | André Brunier       |           | Garagiste                                                                        |
|                                          |                           | Lucien Chapput      |           | Agriculteur                                                                      |
|                                          |                           | Alain Leyrit        |           | Employé de Banque                                                                |
|                                          |                           | Caudrelier Michel   |           | Employé Michelin                                                                 |
| mars 2008                                | 27 mai 2020               | Jean-Marie Mouchard | PS        | Ingénieur chambre régionale d'agriculture Président de la communauté de communes |
| 27 mai 2020                              | En cours (au 4 juin 2020) | Sébastien Blanc     |           |                                                                                  |

## Population et société

### Démographie

#### Évolution démographique
L'évolution du nombre d'habitants est connue à travers les recensements de la population effectués dans la commune depuis 1793. Pour les communes de moins de 10 000 habitants, une enquête de recensement portant sur toute la population est réalisée tous les cinq ans, les populations de référence des années intermédiaires étant quant à elles estimées par interpolation ou extrapolation. Pour la commune, le premier recensement exhaustif entrant dans le cadre du nouveau dispositif a été réalisé en 2007.

En 2022, la commune comptait 1 431 habitants, en évolution de +10,33 % par rapport à 2016 (Puy-de-Dôme : +2,1 %, France hors Mayotte : +2,11 %).
| 1793 | 1800 | 1806 | 1821 | 1831  | 1836  | 1841  | 1846  | 1851  |
| ---- | ---- | ---- | ---- | ----- | ----- | ----- | ----- | ----- |
| 848  | 738  | 972  | 940  | 1 038 | 1 032 | 1 035 | 1 055 | 1 105 |

| 1856  | 1861  | 1866  | 1872  | 1876  | 1881  | 1886  | 1891  | 1896  |
| ----- | ----- | ----- | ----- | ----- | ----- | ----- | ----- | ----- |
| 1 092 | 1 037 | 1 073 | 1 156 | 1 208 | 1 262 | 1 215 | 1 225 | 1 186 |

| 1901  | 1906  | 1911  | 1921 | 1926 | 1931 | 1936 | 1946 | 1954 |
| ----- | ----- | ----- | ---- | ---- | ---- | ---- | ---- | ---- |
| 1 177 | 1 159 | 1 140 | 984  | 922  | 917  | 874  | 752  | 715  |

| 1962 | 1968 | 1975 | 1982 | 1990 | 1999 | 2006  | 2007  | 2012  |
| ---- | ---- | ---- | ---- | ---- | ---- | ----- | ----- | ----- |
| 636  | 596  | 567  | 614  | 777  | 862  | 1 076 | 1 107 | 1 198 |

| 2017  | 2022  | - | - | - | - | - | - | - |
| ----- | ----- | - | - | - | - | - | - | - |
| 1 342 | 1 431 | - | - | - | - | - | - | - |

#### Pyramide des âges
En 2018, le taux de personnes d'un âge inférieur à 30 ans s'élève à 33,1 %, soit en dessous de la moyenne départementale (34,2 %). De même, le taux de personnes d'âge supérieur à 60 ans est de 22,9 % la même année, alors qu'il est de 27,9 % au niveau départemental.
En 2018, la commune comptait 692 hommes pour 670 femmes, soit un taux de 50,81 % d'hommes, largement supérieur au taux départemental (48,41 %).
Les pyramides des âges de la commune et du département s'établissent comme suit.
| Hommes | Classe d’âge | Femmes |
| ------ | ------------ | ------ |
| 0,4    | 90 ou +      | 3,7    |
| 4,8    | 75-89 ans    | 8,5    |
| 15,6   | 60-74 ans    | 12,8   |
| 23,5   | 45-59 ans    | 21,1   |
| 20,4   | 30-44 ans    | 23,0   |
| 15,5   | 15-29 ans    | 10,0   |
| 19,7   | 0-14 ans     | 20,9   |

| Hommes | Classe d’âge | Femmes |
| ------ | ------------ | ------ |
| 0,7    | 90 ou +      | 2,1    |
| 7,4    | 75-89 ans    | 10,2   |
| 17,7   | 60-74 ans    | 18,6   |
| 20,2   | 45-59 ans    | 19,2   |
| 18,4   | 30-44 ans    | 17,4   |
| 18,6   | 15-29 ans    | 17,2   |
| 17     | 0-14 ans     | 15,3   |

### Enseignement
Loubeyrat dépend de l'académie de Clermont-Ferrand.
Les élèves de la commune commencent leur scolarité à l'école élémentaire publique de la commune. Le groupe scolaire, inauguré en 2010, accueille des élèves de la maternelle et de l'élémentaire. L'établissement offre une restauration scolaire provenant en grande partie des agricultures locales, biologique et de circuit court. Le bâtiment présente des labels de haute performance énergétique et l'intérieur a été réalisé sans solvant ni composé organique volatil.
Ils poursuivent au collège départemental de Châtel-Guyon puis à Riom, aux lycées Virlogeux ou Pierre-Joël-Bonté.

### Sports et loisirs
Loubeyrat a été une commune de passage de la 10e étape du Tour de France 2025 (Ennezat – Le Mont-Dore - Puy de Sancy) le 14 juillet 2025. La côte de Loubeyrat (altitude 707 m) est une ascension classée en 2e catégorie (4,1 km à 6,3 % depuis Châtel-Guyon).

## Culture locale et patrimoine

### Lieux et monuments

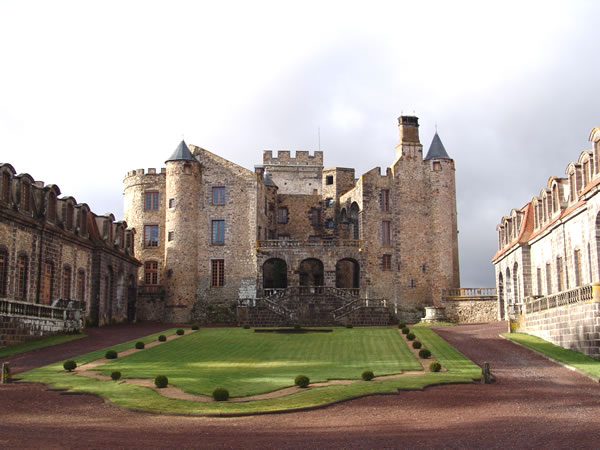
Le château de Chazeron.

- Le château de Chazeron : il est composé de bâtiments construits entre le Moyen Âge et la Renaissance.
- L'église-Saint-Jean-Baptiste érigée au centre du bourg et surnommée La cathédrale des montagnes.
- La chapelle romane, aujourd'hui désaffectée. La commune y a installé la salle des mariages.
- La vallée des Prades.
- Le Roc Errant, au sommet de la vallée des Prades (point de vue). Pour s'y rendre, il faut traverser le petit hameau du Bois d'Agnat.
- La vallée du Sans-Souci.

### Personnalités liées à la commune
- Jacques de Chazeron : Premier maître d'hôtel de Louis XII, un des six députés de la noblesse désignés pour la rédaction des coutumes d'Auvergne (1550).
- Gilbert de Chazeron : Henri IV le nomme en 1595 gouverneur du Lyonnais. Il prit part, avec succès, à la guerre contre la ligue d'Auvergne menée par Nemours, représentant des protestants.
- Marguerite Gardarin, fondatrice des petites sœurs infirmières des campagnes sous le nom de sœur Saint Jean Baptiste (décédée en 1904).